# Ezequiel Santos da Silva
Ezequiel Santos da Silva, oder einfach Ezequiel (* 9. März 1998 in Rio de Janeiro), ist ein brasilianischer Fußballspieler.

## Karriere
Ezequiel erlernte das Fußballspielen in der Jugendmannschaft von Botafogo FR in Rio de Janeiro. Hier unterschrieb er 2017 auch seinen ersten Vertrag. 2018 gewann er mit dem Club die Staatsmeisterschaft von Rio de Janeiro. Von Januar 2019 bis August 2019 wurde er an Sport Recife nach Recife ausgeliehen. Direkt im Anschluss lieh ihn Cruzeiro Belo Horizonte aus Belo Horizonte aus. Nach Vertragsende in Rio wechselte er 2020 nach Asien. Hier unterschrieb er in Japan einen Vertrag bei Sanfrecce Hiroshima. Der Verein aus Hiroshima, einer Hafenstadt im Südwesten der japanischen Hauptinsel Honshū, spielte in der höchsten Liga des Landes, der J1 League. Am Ende der Saison 2024 wurde er mit Sanfrecce Hiroshima Vizemeister der Liga. Nach insgesamt 82 Ligaspielen kehrte er im März 2025 nach Brasilien zurück. Hier schloss er sich dem Zweitligisten Athletic Club in São João del-Rei an.

## Erfolge
Botafogo FR
- Staatsmeisterschaft von Rio de Janeiro: 2018

Sanfrecce Hiroshima
- Japanischer Vizemeister: 2024